# Okręg Narbona
Okręg Narbona (fr. Arrondissement de Narbonne) – okręg w południowo-zachodniej Francji. Populacja wynosi 126 tysięcy.

## Podział administracyjny
W skład okręgu wchodzą następujące kantony:
- Coursan,
- Durban-Corbières,
- Ginestas,
- Lézignan-Corbières,
- Narbona-Est,
- Narbona-Ouest,
- Narbona-Sud,
- Sigean,
- Tuchan.